# Arabmekhtibeyli
Arabmekhtibeyli (ryska: Арабмехдибей) är en ort i Azerbajdzjan.   Den ligger i distriktet Ağsu Rayonu, i den centrala delen av landet, 150 kilometer väster om huvudstaden Baku. Arabmekhtibeyli ligger 78 meter över havet och antalet invånare är 1 580.
Terrängen runt Arabmekhtibeyli är varierad, och sluttar söderut. Närmaste större samhälle är Aghsu, 18,4 kilometer öster om Arabmekhtibeyli.
Trakten runt Arabmekhtibeyli består till största delen av jordbruksmark. Runt Arabmekhtibeyli är det ganska tätbefolkat, med 54 invånare per kvadratkilometer.